# Decibel (журнал)
Decibel — американский журнал, посвящённый тяжёлой музыке, выпуск которого осуществляется компанией Red Flag Media. С октября 2004 года Decibel публикует материалы о музыкантах и коллективах, исполняющих extreme metal. Среди прочего каждый выпуск включает такие секции, как «Upfront», «Features», «Reviews», «Guest Columns» и «Decibel Hall of Fame». The Hall of Fame рассказывает о каком-либо значимом альбоме, а также содержит интервью с музыкантами группы, в котором обсуждаются различные темы, так или иначе связанные с этой записью.